# Leichte Panzermine
Leichte Panzermine (le PzMine, LPZ mine – lekka mina przeciwpancerna) – mina przeciwpancerna używana przez niemieckie wojska powietrznodesantowe w okresie II wojny światowej.
Le PzMine weszła na wyposażenie oddziałów Fallschirmjäger w 1941, wyprodukowano ok. 23 tys. sztuk tej broni.  Po raz pierwszy została użyta bojowo w czasie inwazji na Kretę.
Mina mogła być także używana w roli przeciwpiechotnej po odkręceniu górnej pokrywy i położeniu jej grzbietem w dół na twardej powierzchni.